# Tony Packo kávézója

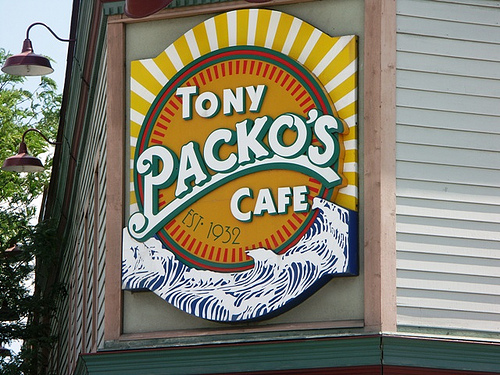
Tony Packó kávézója

Tony Packo kávéháza (angolul Tony Packo's Cafe) az Ohio állambeli Toledo városának magyar negyedében álló kávéház, amit Tony Packo alapított 1932-ben. Tony Packo a Packó család sarja, 1908-ban született Toledóban. A nagy gazdasági világválság idején a rokonoktól kapott 100 dollár kölcsönből indította be kávéházát. Ebből a pénzből a Consaul és Genesee Street sarkán, nem messze attól a helytől, ahol született, egy hot dog- és jégkrémárusító boltot nyitott. John testvére mellett, akinek a Consaul Streeten volt egy kisebb üzlete, kitanulta az éttermi szakmát. Az alkoholtilalom miatt 1933-ig nem árusítottak alkoholt Tony kávéházában.
Mivel Tony magyar származású volt, egy általa magyar hot dognak nevezett hot dogot talált ki. Tonyék kávéháza nagyon sikeres lett, így a következő évben Tony és felesége, Rose megnyithatták első boltjukat, amit ma Consaul Tavernnek hívnak. 1935-re megvásárolhatták az épületet, ahol a kávéház volt. A Tony Packo's Cafe csak a nevében kávéház, sokkal inkább étterem, ma is a Packo család irányítása alatt áll, Tony és Rose gyerekei, Tony Jr. és Nancy, valamint Nancy fia, Robin Horvath vezeti.

## A kávéház hírneve
A M.A.S.H. című sorozatban játszó Jamie Farr maga is toledói volt, így a sorozatbeli szereplő számos alkalommal emlegette a kávéházat, az első részben Packótól rendeltek, még az utolsó, két és fél órás részben is szóba került a kávéház neve.

„Ha valaha az ohiói Toledóban jársz, a város magyar részén, Tony Packonak van a legjobb magyar hot dogja. Csak huszonöt cent...”

– Jamie Farr a M.A.S.H.-ben

Amikor 1972-ben Burt Reynolds a városban forgatott, Tonyék meghívták az étterembe. Így ő volt az első híresség, aki megfordult náluk. Ma már a falon számos magyar hot dog formájú plaketten láthatók az étteremben megfordult hírességek aláírásai.